# Lycodes adolfi
Lycodes adolfi es una especie de pez de la familia de los Zoarcidae en el orden de los perciformes.

## Morfología
- Los machos pueden llegar a alcanzar los 24 cm de longitud total.[1][2]

## Alimentación
Come crustáceos.

## Hábitat
Es un pez de mar y de aguas profundas que vive entre 1.371-1.880 m de profundidad.

## Distribución geográfica
Se encuentra en el Atlántico nororiental: desde Nunavut hasta Groenlandia e Islandia.

## Observaciones
Es inofensivo para los humanos. 